# Cryptomarasmius
Cryptomarasmius là một chi nấm trong họ Physalacriaceae, thuộc bộ Agaricales. Các nghiên cứu gần đây đã chỉ ra chi này có quan hệ gần gũi với chi Naiadolina cùng họ.

## Danh sách loài
Có 14 loài được chuyển từ chi Marasmius sang chi Cryptomarasmius.
- Cryptomarasmius aucubae
- Cryptomarasmius corbariensis
- Cryptomarasmius crescentiae
- Cryptomarasmius dicandinus
- Cryptomarasmius exustoides
- Cryptomarasmius fishii
- Cryptomarasmius ilicis
- Cryptomarasmius kroumirensis
- Cryptomarasmius magnoliae
- Cryptomarasmius micraster
- Cryptomarasmius minutus
- Cryptomarasmius paucilamellatus
- Cryptomarasmius rhopalostylidis[4]
- Cryptomarasmius sphaerodermus
- Cryptomarasmius thwaitesii